# Johann Georg Tralles
Johann Georg Tralles (ur. 15 października 1763 w Hamburgu, zm. 19 listopada 1822 w Londynie) – niemiecki matematyk i fizyk. Odkrywca komety nazwanej od jego nazwiska kometą Trallesa. Wynalazł urządzenie zwane areometrem Trallesa.
W latach 1782-1785 studiował matematykę na Uniwersytecie w Getyndze. W latach 1785-1803 profesor matematyki i fizyki w Bernie. W 1799 brał udział jako delegat Szwajcarii w Międzynarodowym Zgromadzeniu Nauk Przyrodniczych w Paryżu w celu ustalenia nowych miar i wag. W 1810 profesor matematyki na Uniwersytecie Berlińskim. 